# هشام كفارنة
هشام كفارنة (20 مايو 1959 -)، مخرج، ممثل ومؤلف مسرحي سوري.

## البداية
هشام كفارنة هو ممثل ومؤلف ومخرج مسرحي حائز على إجازة في الفنون من المعهد العالي للفنون المسرحية في دمشق 1982. شارك في العديد من المهرجانات منها :
1. مهرجان دمشق المسرحي لعدة دورات
2. مهرجان البحر الأبيض المتوسط - إيطاليا
3. مهرجان الفجر - إيران
4. مهرجان مكان - تركيا
5. مهرجان المسرح الوطني - مكناس
6. مهرجان المسرح الوطني - الجزائر
7. مهرجان أفينيون - فرنسا

## أعماله

### في المسرح|من أخراجه
- الزنزانة تأليف هارولد كمل
- الغزاة تأليف أغون وولف
- الموت والعذراء من تأليفدورفمان
- القرى تصعد إلى القمر تأليف فرحان بلبل
- مغامرة راس المملوك جابر تأليف سعد الله ونوس
- البيت ذو الشرفات السبع تأليف أليخاندرو كاسونا

### في المسرح|من تأليفه وإخراجه
- الحلاق الخاص
- بيت الدمى
- بيت العيد
- حكاية فاسيكو مشروع التخرج

#### في التلفزيون
- سجن عكا للمخرج لطفي لطفي
- الرجل الأخير للمخرج محمد عزيزية
- العبابيد للمخرج بسام الملا
- ياسمين عتيق للمخرج المثنى صبح
- لعنة طين للمخرج أحمد أبراهيم أحمد
- لعنة طين للمخرج تامر إسحاق
- زمن البرغوت للمخرج أحمد أبراهيم أحمد
- أحتمالات للمخرج علاء الدين كوكش
- حارة الباشا للمخرج غزوان بريجان
- أخر الفرسان للمخرج نجدت أنزور
- صراع على الرمال للمخرج حاتم علي
- المجالس مدارس للمخرج أحمد دعيبس.[2]

### في الدوبلاج
- سلام دانك - جواد + صفوان + نادر + مدرب فريق الشعلة
- داي الشجاع - بلاتز - باران - رابس
- دروب ريمي - جيروم
- بابار - ألماس
- ينبوع الأحلام - رمزي
- أوف سايد - اياد
- سندباد بحار - شهران - شمرول
- سندريلا - زارال
- ناروتو ج1 - زابوزا
- أسطورة زورو - الضابط ريموند
- باتمان (دبلجة مركز الزهرة) - مفوض جيمس غوردون
- ون بيس ج2 - توتو، بارباروسا، وشخصيات أخرى (لم يدرج اسمه في الشارة)
- دراغون بول زد كاي - المدرب نبتون
- دراغون بول سوبر - المدرب نبتون/الزعيم كاي
- نحو الشمس - زعيم البوم

## روابط خارجية
- هشام كفارنة على موقع قاعدة بيانات الأفلام العربية